# هارفي إس. روزين
هارفي إس. روزين (بالإنجليزية: Harvey S. Rosen)‏ هو اقتصادي أمريكي، ولد في 29 مارس 1949 في شيكاغو في الولايات المتحدة.

## وصلات خارجية
- هارفي إس. روزين على موقع إن إن دي بي (الإنجليزية)